# Margaret de Jesús
Margaret de Jesús (* 4. November 1957 in New York City) ist eine ehemalige Leichtathletin aus Puerto Rico, die auf den 400m-Sprint spezialisiert war. Sie gewann zwischen 1977 und 1983 bei den Zentralamerika- und Karibikspielen sowie den Leichtathletik-Zentralamerika- und Karibikmeisterschaften mehrere Silber- und Bronzemedaillen in den Sprint-Staffeln. Ebenso wie ihre Zwillingsschwester Madeline nahm sie an den ersten Leichtathletik-Weltmeisterschaften 1983 in Helsinki sowie den Olympischen Sommerspielen 1984 in Los Angeles teil.
Bei den Weltmeisterschaften 1983 starteten beide Schwestern gemeinsam in der 4-mal-400-Meter-Staffel, schieden mit einer Zeit von 3:42,79 min aber nach den Vorläufen aus.
Breite Bekanntheit erlangte Margaret bei den Olympischen Spielen 1984, als sie an einem Betrugsversuch mit der 4-mal-400-Meter-Staffel beteiligt war: Weil sich ihre eigentlich für die Staffel gemeldete Schwester Madeline beim Weitsprung verletzt hatte und nicht mehr fit fühlte, trat stattdessen ihre nicht für den olympischen Wettbewerb gemeldete Zwillingsschwester Margaret unter ihrem Namen an. Dieser unzulässige Tausch wurde zunächst nicht bemerkt, und Margaret schaffte zusammen mit Angelita Lind, Evelyn und Marie Mathieu mit einer Zeit von 3:37,39 min die Qualifikation für den Endlauf.
Als der Cheftrainer Puerto Ricos von dem Betrugsversuch erfuhr, nahm er das gesamte Laufteam aus dem Wettbewerb, das somit nicht im Finale antrat. Im offiziellen Bericht des IOC ist weiterhin Madeline de Jesús als zweite Läuferin benannt.